# Vous n'avez encore rien vu

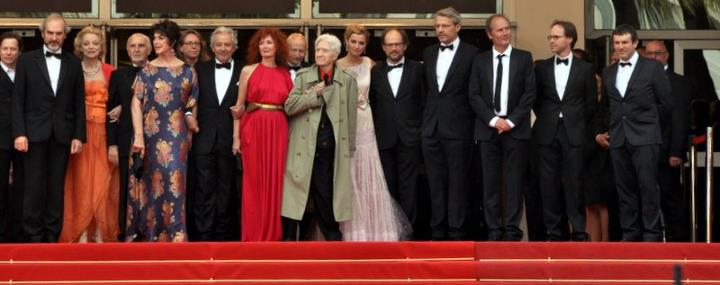
De cast van Vous n'avez encore rien vu in Cannes, 2012

Vous n'avez encore rien vu is een Franse dramafilm uit 2012 onder regie van Alain Resnais. Het scenario is losjes gebaseerd op twee toneelstukken van de Franse auteur Jean Anouilh.

## Verhaal
Na zijn overlijden laat toneelschrijver Antoine d'Anthac alle acteurs samenkomen, die vroeger hebben meegespeeld in zijn stuk Eurydice. De acteurs kijken naar een opname, waarin het toneelstuk wordt opgevoerd door een aankomend theatergezelschap. Ontroerd door hun herinneringen beginnen de acteurs het stuk samen op te voeren, hoewel ze niet meer de geschikte leeftijd hebben voor hun rollen.

## Rolverdeling
- Mathieu Amalric: Mathieu Amalric / Mijnheer Henri
- Pierre Arditi: Pierre Arditi / Orpheus 1
- Sabine Azéma: Sabine Azéma / Eurydice 1
- Jean-Noël Brouté: Jean-Noël Brouté / Mathias
- Anne Consigny: Anne Consigny / Eurydice 2
- Anny Duperey: Anny Duperey / Moeder
- Hippolyte Girardot: Hippolyte Girardot / Dulac
- Gérard Lartigau: Gérard Lartigau / Kleine regisseur
- Michel Piccoli: Michel Piccoli / Vader
- Denis Podalydès: Antoine d'Anthac
- Michel Robin: Michel Robin / Ober
- Andrzej Seweryn: Marcellin
- Jean-Chrétien Sibertin-Blanc: Jean-Chrétien Sibertin-Blanc / Secretaris
- Michel Vuillermoz: Michel Vuillermoz / Vincent
- Lambert Wilson: Lambert Wilson / Orpheus 2